# Edoarda Masi
Edoarda Masi (Roma, 21 settembre 1927 – Milano, 5 luglio 2011) è stata una sinologa, saggista e traduttrice italiana, specializzata nella cultura della Cina e nella lingua cinese.

## Biografia
Laureatasi in giurisprudenza nel 1948, dopo essere stata bibliotecaria nelle biblioteche statali di Firenze, Roma e Milano, si diplomò nel 1956 presso l'IsMEO di Roma in lingua e istituzioni cinesi e in lingua russa. Nel 1957, insieme con Renata Pisu e Filippo Coccia, fu tra i primi studenti italiani a recarsi in Cina, dove frequentò l'Università di Pechino.
Prima di conseguire la libera docenza in lingua e letteratura cinese, tenne seminari sulla cultura e la storia della Cina moderna presso le università di Torino, Venezia, Roma, l'Istituto superiore di sociologia di Milano, l'Istituto Universitario Orientale di Napoli, l'Istituto di studi storici e sociologici dell'Università di Urbino, l'Istituto superiore di scienze sociali di Trento. Quindi insegnò per alcuni anni letteratura cinese moderna e contemporanea presso l'Istituto Universitario Orientale di Napoli. Nell'anno accademico 1976-77 fu docente di lingua italiana presso l'Istituto universitario di lingue straniere di Shanghai.
Il suo pensiero e il suo impegno politico furono sempre volti alla causa degli sfruttati e dell'internazionalismo; ne rendono testimonianza, oltre che i suoi libri, i numerosi articoli redatti per varie riviste; e si rammenta qui la sua partecipazione alla redazione dei Quaderni Rossi, fondata da Raniero Panzieri nel 1961, e la collaborazione, insieme con altri grandi intellettuali italiani quali Cesare Cases, Franco Fortini, Renato Solmi, Sebastiano Timpanaro, ai Quaderni Piacentini, diretti da Piergiorgio Bellocchio dal 1962 al 1981. Sin dalla data della sua fondazione nel 1995, Edoarda Masi alle attività del Centro studi Franco Fortini.
La memoria della complessità e la ricchezza dell'esistenza e della passione politica di Edoarda Masi sono state affidate dalla stessa ad una serie di interviste rilasciate a Bruna Miorelli: "Il soggiorno cinese. I primi tre italiani nella Cina maoista", "La Parma antifascista. Abitare nella Biblioteca Palatina, i bombardamenti" e "La militanza nel PCI, i giovani all'appuntamento di Praga e di Livorno", ascoltabili sul sito di Radio Popolare.

## Archivio personale
La Biblioteca di Area Umanistica dell'Università degli Studi di Siena conserva il "Fondo Edoarda Masi", arrivato alla Sezione Archivi della biblioteca nel maggio 2013, come donazione.

## Opere

### Saggi
- La contestazione cinese (Torino, Einaudi, 1968, 1969, 1971; trad. tedesca: Die chinesische Herausforderung, Berlin, Wagenbach, 1970)
- Lo stato di tutto il popolo e la democrazia repressiva (Milano, Feltrinelli, 1976)
- Per la Cina (Milano, Mondadori, 1978; trad. americana, con variazioni e aggiunte: China Winter. New York, Dutton, 1982)
- Breve storia della Cina contemporanea (Bari-Roma, Laterza, 1979)
- Il libro da nascondere (Casale Monferrato, Marietti, 1985, ISBN 9788821165764)
- Cento trame di capolavori della letteratura cinese (Macerata, Quodlibet, 2009, ISBN 9788874622177; prima edizione: Milano, Rizzoli, 1991)
- Ritorno a Pechino (Milano, Feltrinelli, 1993, ISBN 880707026X)
- Storie del bosco letterario (Milano, Scheiwiller, 2002, ISBN 8876443096)

### Traduzioni
- Cao Xueqin, Il sogno della camera rossa (Milano, Rizzoli, 2008, ISBN 978-88-17-02075-6; prima edizione Torino, UTET, 1964)
- Lu Xun, La falsa libertà (Macerata, Quodlibet, 2006, ISBN 9788874621453 ; prima edizione: Torino, Einaudi, 1968)
- Feng Youlan, Sommario di storia della filosofia cinese (in: "I problemi della pedagogia", 1971-72)
- Lao She, Città di gatti (Milano, Garzanti, 1986)
- Confucio, I dialoghi (Milano, Rizzoli, 1989, ISBN 88-17151661)
- Chuánqí, Storie fantastiche Tang (Parma, Pratiche, 1994, ISBN 8873802737)
- Lu Xun, Erbe selvatiche (Macerata, Quodlibet, 2003, ISBN 9788874620036)